# Paladina
Paladina é uma comuna italiana da região da Lombardia, província de Bérgamo, com cerca de 3.316 habitantes. Estende-se por uma área de 2 km², tendo uma densidade populacional de 1658 hab/km². Faz fronteira com Almè, Almenno San Bartolomeo, Almenno San Salvatore, Bergamo, Sorisole, Valbrembo.

## Demografia
| Variação demográfica do município entre 1861 e 2011                               |
|                                                                                   |
| Fonte: Istituto Nazionale di Statistica (ISTAT) - Elaboração gráfica da Wikipedia |

## Personagens
- Elena Cattaneo, 1962, neurobiologa e senadora vitalícia.[1][2][3]